# АБА сезона 1968/69.
АБА сезона 1968/69. је била друга сезона за Америчку кошаркашку асоцијацију. У овој сезони два тима су пресељена: Минесота маскиси су постали Мајами флоридијанси. Питсбург пајперси су се преселили у Минесоту и постали Минесота пајперси. Друга два тима су се преселила на њихову територију, Анахајм амигоси су постали Лос Анђелес старси, Њу Џерзи американси постали су Њујорк нетси. Сезона је завршена Оукландовом победом и освајањем свог првог АБА шампионата.

## АБА тимови
| 1968/69. Америчка кошаркашка асоцијација |                      |                                          |                                           |             |
| Дивизија                                 | Екипа                | Град                                     | Арена                                     | Капацитет   |
| Исток                                    | Индијана пејсерси    | Индијанаполис, Индијана                  | Индијана стејт фарм колосеум              | 10.000      |
| Исток                                    | Кентаки колонелси    | Луивил, Кентаки                          | Луивил конвеншн центар                    | 6.000       |
| Исток                                    | Мајами флоридијанси  | Мајами Бич, Флорида                      | Мајами Бич конвеншн центар                | 15.000      |
| Исток                                    | Минесота пајперси    | Блумингтон, Минесота                     | Метрополитен спорт центар                 | 15.000      |
| Исток                                    | Њујорк нетси         | Комак, Њујорк                            | Лонг Ајленд арена                         | 6.000       |
| Запад                                    | Далас чапаралси      | Јуниверсити Парк (Тексас), Далас, Тексас | Муди колосеум Далас Меморијал аудиторијум | 8.998 9.815 |
| Запад                                    | Денвер рокетси       | Денвер, Колорадо                         | Денвер аудиторијум арена                  | 6.841       |
| Запад                                    | Хјустон маверикси    | Хјустон, Тексас                          | Сем Хјустон колосеум                      | 9.200       |
| Запад                                    | Лос Анђелес старси   | Лос Анђелес, Калифорнија                 | Лос Анђелес спорт арена                   | 14.795      |
| Запад                                    | Њу Орлеанс баканирси | Њу Орлеанс, Луизијана                    | Лојола филд хаус                          | 6.500       |
| Запад                                    | Оукланд Оукси        | Оукланд, Калифорнија                     | Оукланд-Аламеда арена                     | 13.502      |

## Коначан поредак регуларне сезоне
Ута = утакмице, Поб = победе, Изг = изгубљене, П% = проценат победа, ОЛП = Заостајање за лидером у победама
| Источна дивизија |                     |     |     |     |      |     |
| #                | Екипа               | Ута | Поб | Изг | П%   | ЗЛП |
| 1                | Индијана пејсерси   | 78  | 44  | 34  | 56,4 | -   |
| 2                | Мајами флоридијанси | 78  | 43  | 35  | 55,1 | 1   |
| 3                | Кентаки колонелси   | 78  | 42  | 36  | 53,8 | 2   |
| 4                | Минесота пајперси   | 78  | 36  | 42  | 46,2 | 8   |
| 5                | Њујорк нетси        | 78  | 17  | 61  | 21,8 | 27  |

| Западна дивизија |                      |     |     |     |      |     |
| #                | Екипа                | Ута | Поб | Изг | П%   | ЗЛП |
| 1                | Оукланд оукси        | 78  | 60  | 18  | 76,9 | -   |
| 2                | Њу Орлеанс баканирси | 78  | 46  | 32  | 59,0 | 14  |
| 3                | Денвер рокетси       | 78  | 44  | 34  | 56,4 | 16  |
| 4                | Далас чапаралси      | 78  | 41  | 37  | 52,6 | 19  |
| 5                | Лос Анђелес старси   | 78  | 33  | 45  | 42,3 | 27  |
| 6                | Хјустон маверикси    | 78  | 23  | 55  | 29,5 | 37  |

## Статистички лидери сезоне

### Основни показатељи
| Индикатор   | Играч        | Тим               | Укупно | Играч        | Тим               | За игру |
| ----------- | ------------ | ----------------- | ------ | ------------ | ----------------- | ------- |
| Поени       | Лари Џонс    | Денвер рокетси    | 2133   | Рик Бари     | Оукланд оукси     | 34,0[a] |
| Скокови     | Мел Денијелс | Индијана пејсерси | 1256   | Мел Денијелс | Индијана пејсерси | 16,5    |
| Асистенција | Лари Браун   | Оукланд оукси     | 544    | Лари Браун   | Оукланд оукси     | 7,1     |

- a  На basketball-reference.com, Лери Џонс Денвер Рокетса је наведен као најбољи играч у погледу поена по утакмици (28,4), а Рик Бари се ту не помиње, али је први по проценту слободних бацања (88,8%)[1]. Због повреде колена, Бери је ове сезоне одиграо само 35 утакмица, а с обзиром на то да за пласман у АБА играч мора да игра најмање 70 од 78 утакмица или да постигне најмање 1.000 поена, онда Рика и даље треба сматрати лидером по броју поена, пошто је постигао 1.190 поена[2].

## Награде и признања
- Награда АБА за најкориснијег играча: Мел Денијелс, Индијана пејсерси
- Новајлија године: Ворен Џабали, Оукланд оукси
- Тренер године: Алекс Ханум, Оукланд оукси
- МВП плеј-офа: Ворен Џабали, Питсбург пајперси
- МВП утакмице свих звезда: Џон Бејсли, Далас чапаралси

| - Ол-АБА први тим - Кони Хоукинс, Минесота пајперси (2. пут изабран) - Рик Бари, Оукланд оукси - Мел Данијелс, Индијана пејсери (2. пут изабран) - Џими Џонс, Њу Орлеанс баканирси - Лари Џонс, Денвер рокетси (2. пут изабран) | - Ол-АБА други тим - Џон Бејсли, Далас чапаралси (2. пут изабран) - Даг Мо, Оукланд оукси (1х први и 1х други тим) - Ред Робинс, Њу Орлеанс баканирси - Дони Фримен, Мајами флоридијанси - Лу Демпјер, Кентаки колонелси | - Ол-АБА руки тим - Рон Бун, Далас чапаралси - Ворен Џабали, Оукланд оукси - Лари Милер, Лос Анђелес старси - Џини Мур, Кентаки колонелси - Валтер Пјатковски, Денвер рокетси |